# Figura Jezusa Chrystusa Króla Wszechświata

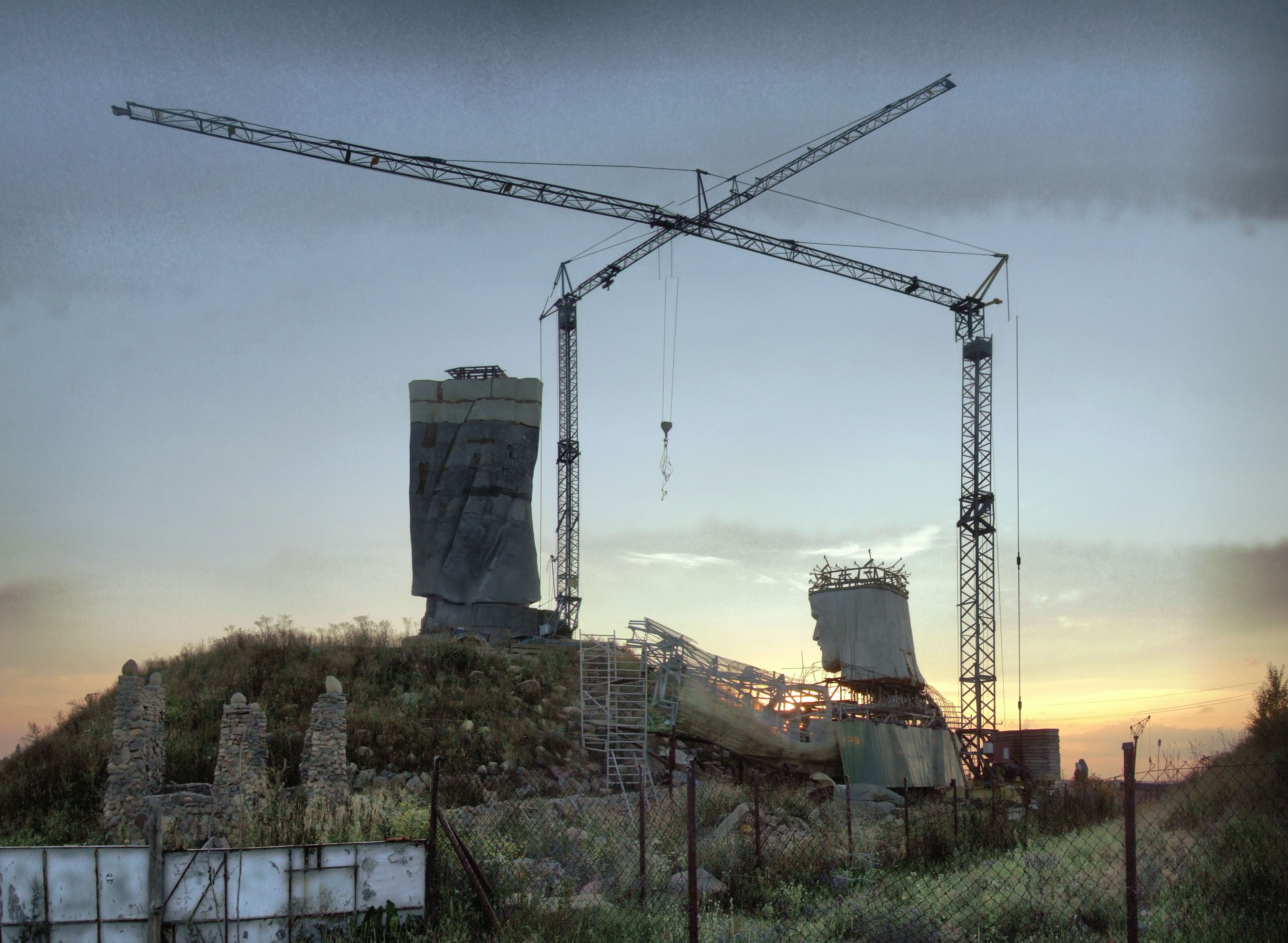
Pomnik Chrystusa Króla (plac budowy w sierpniu 2010 roku)

Figura Jezusa Chrystusa Króla Wszechświata – żelbetowa rzeźba w Świebodzinie, wzniesiona w 2010 według projektu Mirosława Pateckiego; przedstawia Jezusa Chrystusa jako Króla Wszechświata.
Całkowita wysokość pomnika wynosi 36 m, z czego 33 m przypada na figurę Jezusa, a 3 m na wieńczącą pomnik pozłacaną koronę. Pomnik wzniesiony został na liczącym 16,5 m wysokości kopcu (łączna wysokość pomnika i kopca wynosi 52,5 m). Masa konstrukcji szacowana jest na ponad 440 ton. Koszt całej budowy szacuje się na ok. 6 milionów złotych, które zostały pokryte z dobrowolnych datków parafian, Polonii amerykańskiej, a także lokalnych przedsiębiorców.
Forma rzeźby nawiązuje do pomnika Chrystusa Odkupiciela w Rio de Janeiro, od którego jest o 2 metry wyższa. Wysokość samej statuy wraz z koroną jest aż o 6 m większa (pomnik w Rio de Janeiro liczy 38 m, z czego 8 m stanowi cokół). Obecnie statua pomnika w Świebodzinie jest drugą co do wysokości rzeźbą przedstawiającą Jezusa Chrystusa na świecie (najwyższa jest figura znajdująca się w Encantado w Brazylii). W czerwcu 2011 roku w Limie w Peru stanęła podobna, licząca 37 metrów figura Chrystusa Pacyfiku (z czego 22 m mierzy statua, a 15 m podstawa pomnika).

## Historia
Głównym inicjatorem i pomysłodawcą budowy pomnika był proboszcz parafii – sanktuarium Miłosierdzia Bożego w Świebodzinie – ks. prałat Sylwester Zawadzki, który w 2001 r. rozpoczął działania zmierzające do wybudowania w Świebodzinie pomnika o wielkości zbliżonej do pomnika Chrystusa Odkupiciela w Rio de Janeiro.
Zasadnicze prace budowlane nad pomnikiem rozpoczęto od usypania 16,5 metrowego kopca z ziemi, gruzu i kamieni.
21 listopada 2010 biskup Stefan Regmunt poświęcił figurę.

### Patron
29 września 2006 r. rada miejska Świebodzina podjęła uchwałę w sprawie ustanowienia Chrystusa Króla patronem miasta oraz gminy Świebodzin. Przewodniczący (z upoważnienia rady) wraz z burmistrzem przystąpili do rozmów z biskupem diecezji zielonogórsko-gorzowskiej. Pomysł nie został jednak zrealizowany, ze względu na sprzeciw Kongregacji ds. Kultu Bożego i Dyscypliny Sakramentów. Sprawę ponowił ks. Piotr Obelinda z parafii świebodzińskiej.

## Charakterystyka
Pomnik zbudowany jest przy ul. Sulechowskiej w Świebodzinie na 16-metrowym nasypie z kamieni i gruzu. Pomnik ma wysokość 36 metrów wraz z koroną i wykonany jest w technologii siatkobetonu. Korona na skroni figury ma 3,5 metra średnicy oraz 3 m wysokości i w całości jest pozłocona, głowa ma 4,5 m wysokości i waży 15 ton. Każda z dłoni ma po 6 m długości, a odległość między końcami palców rąk wynosi 24 metry.

## Projekt
Projektantrzeźbiarz Mirosław Kazimierz Patecki z Przybyszowa
Projekt techniczny konstrukcjidr hab. inż. Jakub Marcinowski i doc. Mikołaj Kłapoć
(pracownicy Uniwersytetu Zielonogórskiego)
Wykonanie elementów szatyplastyk Tomasz Stafiniak z Brójec Lub.
Projekt fundamentówinż. Marian Wybraniec ze Świebodzina
Projekt konstrukcji ramioninż. Krzysztof Nawojski ze Świebodzina
Prace przy pomniku wykonali pracownicy wynajęci przez parafię Miłosierdzia Bożego, byli to m.in. spawacze, ślusarze i mechanicy.

## Galeria

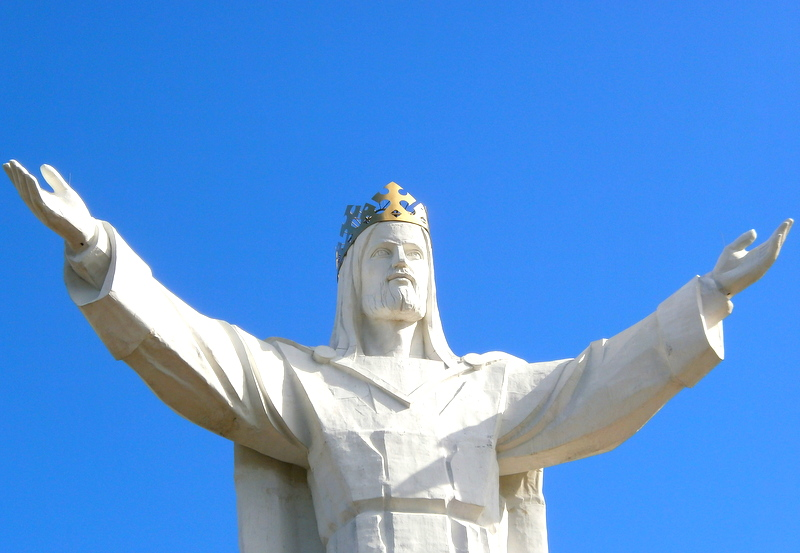
Pomnik Chrystusa Króla
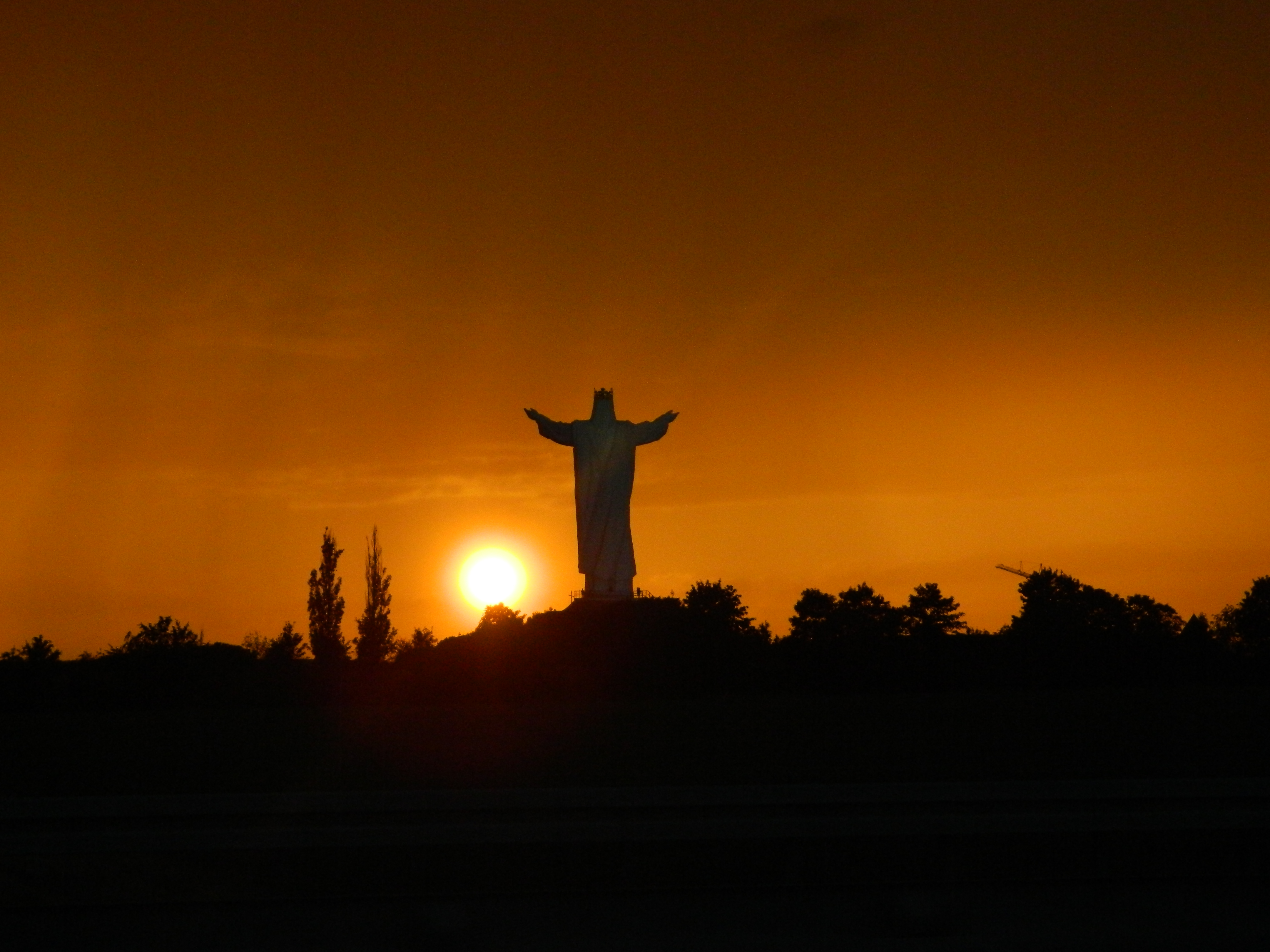
Pomnik Chrystusa Króla o zachodzie słońca
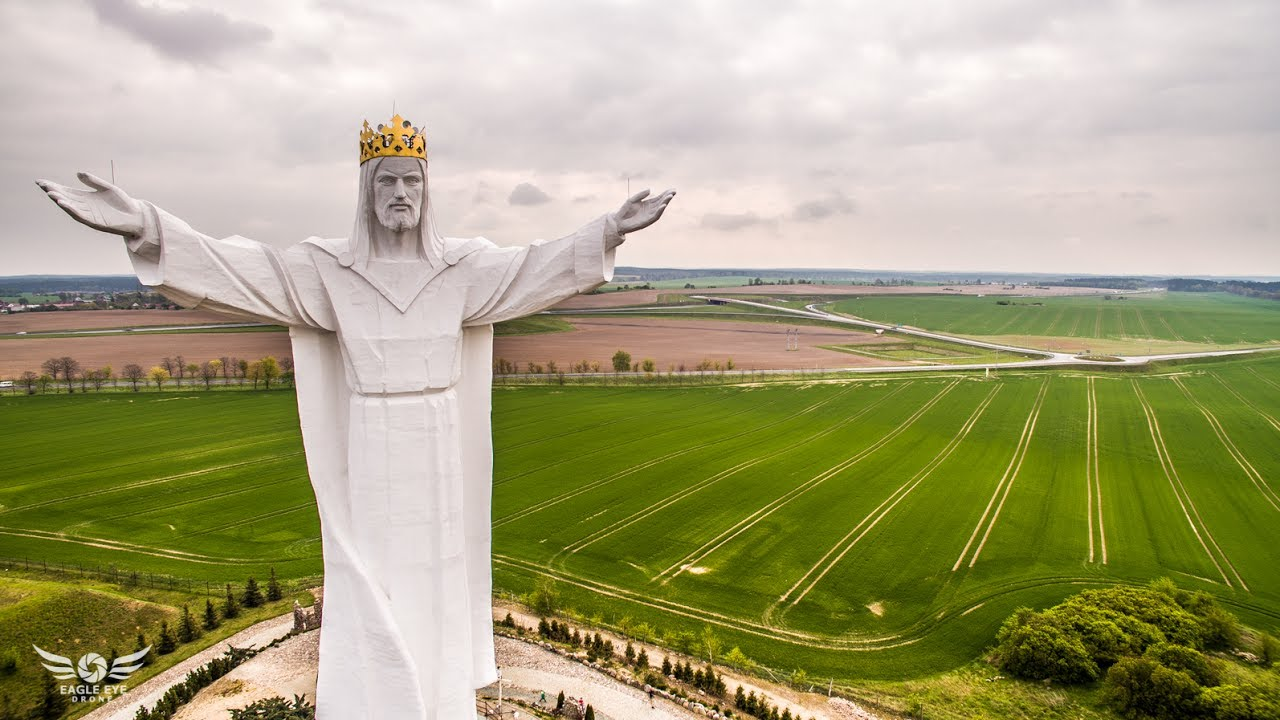
Pomnik Chrystusa Króla z góry
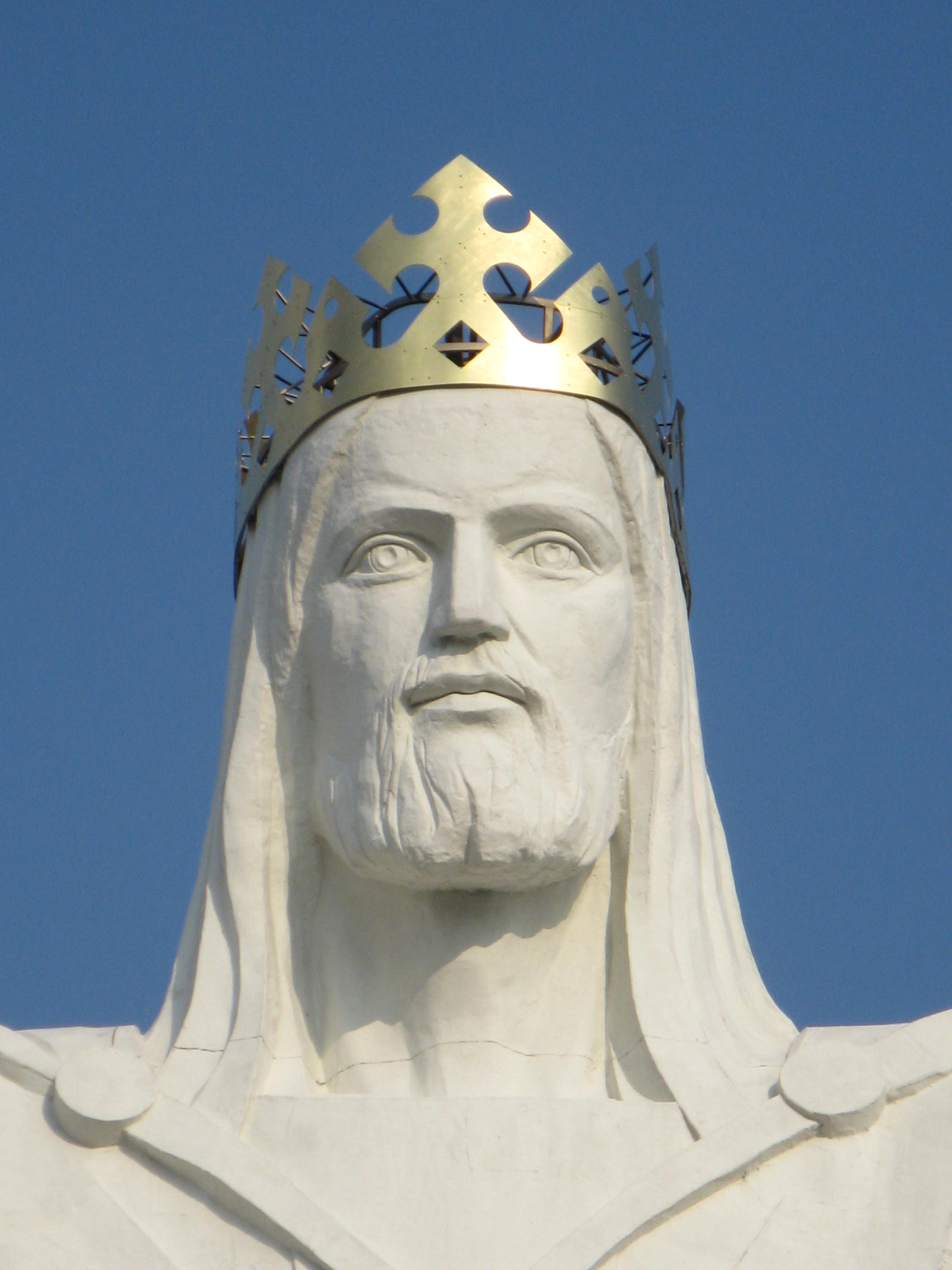
Pomnik Chrystusa Króla